# Barbara Krzoska
Barbara Krzoska (* 3. Dezember 1989 in Karlsruhe) ist eine deutsche Schauspielerin.

## Leben
Barbara Krzoska absolvierte von 2009 bis 2013 zunächst ein Studium der Anglistik und Germanistik an der Ruprecht-Karls-Universität Heidelberg, das sie mit dem Bachelor abschloss. Ein Auslandssemester verbrachte sie an der Southern Oregon University in Ashland. Von 2013 bis 2017 studierte sie Schauspiel an der Bayerischen Theaterakademie August Everding in München. Während ihres Studiums war sie in zahlreichen hauseigenen Produktionen zu sehen, so in Stücken und Bühnenadaptionen von Georges Feydeau, Alfred Andersch, Swetlana Alexijewitsch und Roland Schimmelpfennig. 2015 wurde sie Stipendiatin der Studienstiftung des deutschen Volkes.
2017 begann Barbara Krzoska ein Engagement am Saarländischen Staatstheater in Saarbrücken, wo sie in der Rolle der Recha in einer Nathan-Bearbeitung debütierte. Nach zahlreichen weiteren Rollen, auch im Kindertheater, interpretierte sie in der Saison 2019/20 die Figur der Abigail Williams in Arthur Millers Drama Hexenjagd. Krzoskas Szenen mit dem mehrmals herausgeschrienen „Mein Name ist rein in der Stadt“ nannte die Kritik „herzergreifend“. In Molières Komödie Der Geizige war sie in einer Doppelrolle als Elise und Anselme zu sehen.
Eine erste TV-Rolle übernahm Barbara Krzoska 2017 im Schlöndorff-Film Der namenlose Tag. Ihr Debüt in einem Kinofilm gab sie in Nancy Camaldos Beziehungsdrama Windstill, das 2021 auf das Filmfestival Max Ophüls Preis eingeladen wurde.
Barbara Krzoska spricht Deutsch und Polnisch auf muttersprachlichem Niveau, daneben Englisch und Französisch. Sie ist auch als Sprecherin tätig.

## Theater (Auswahl)
- 2014: Roland Schimmelpfennig: Alice im Wunderland – Regie: Levin Handschuh (Theaterakademie August Everding)
- 2015: Roland Schimmelpfennig: Der Goldene Drache – Regie: Jochen Schölch (Metropoltheater München)
- 2015: Alfred Andersch: Sansibar oder der letzte Grund – Regie: Hannes Köpke (Theaterakademie August Everding)
- 2016: Swetlana Alexijewitsch: Der Krieg hat kein weibliches Gesicht – Regie: Alia Luque (Theaterakademie August Everding)
- 2016: Georges Feydeau: Ein Klotz am Bein – Regie: Miguel Abrantes Ostrowski (Theaterakademie August Everding)
- 2017: Bettina Bruinier (nach Lessing): Nathan oder das Märchen von der Gleichheit – Regie: Bettina Bruinier (Saarländisches Staatstheater)
- 2019: Arthur Miller: Hexenjagd – Regie: Christoph Mehler (Saarländisches Staatstheater)
- 2019: Frank Wedekind: Frühlings Erwachen – Regie: Magali Tosato (Saarländisches Staatstheater)
- 2020: Molière: Der Geizige – Regie: Matthias Rippert (Saarländisches Staatstheater)
- 2022: Swetlana Alexijewitsch: Tschernobyl. Eine Chronik der Zukunft –  Regie: Thorsten Köhler (Saarländisches Staatstheater)

## Filmografie
- 2017: Der namenlose Tag (Fernsehfilm)
- 2021: Windstill
- 2023: Parlament